# Papaver radicatum
Papaver radicatum là một loài thực vật có hoa trong họ Anh túc. Loài này được Rottb. mô tả khoa học đầu tiên năm 1770.

## Hình ảnh

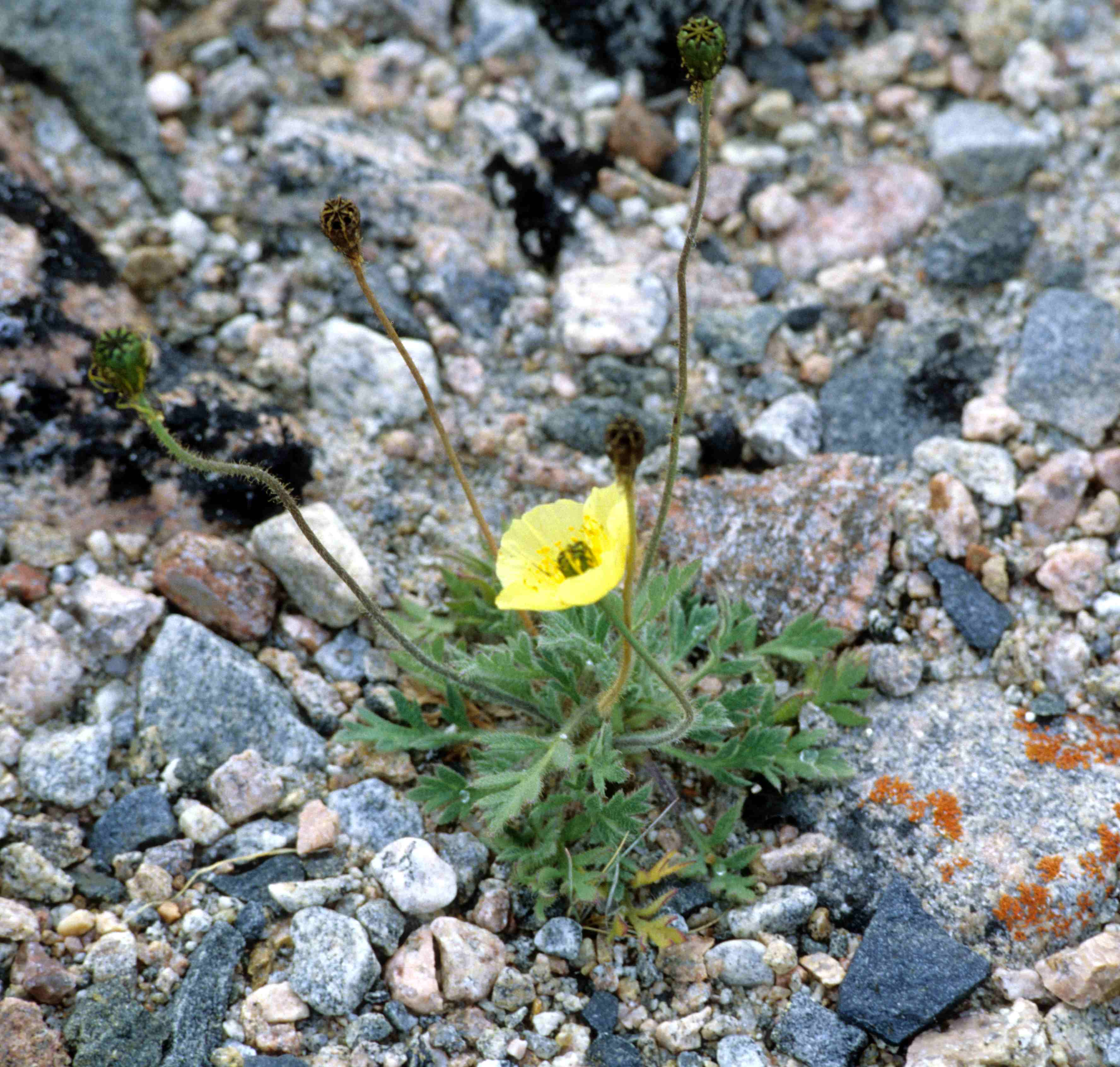
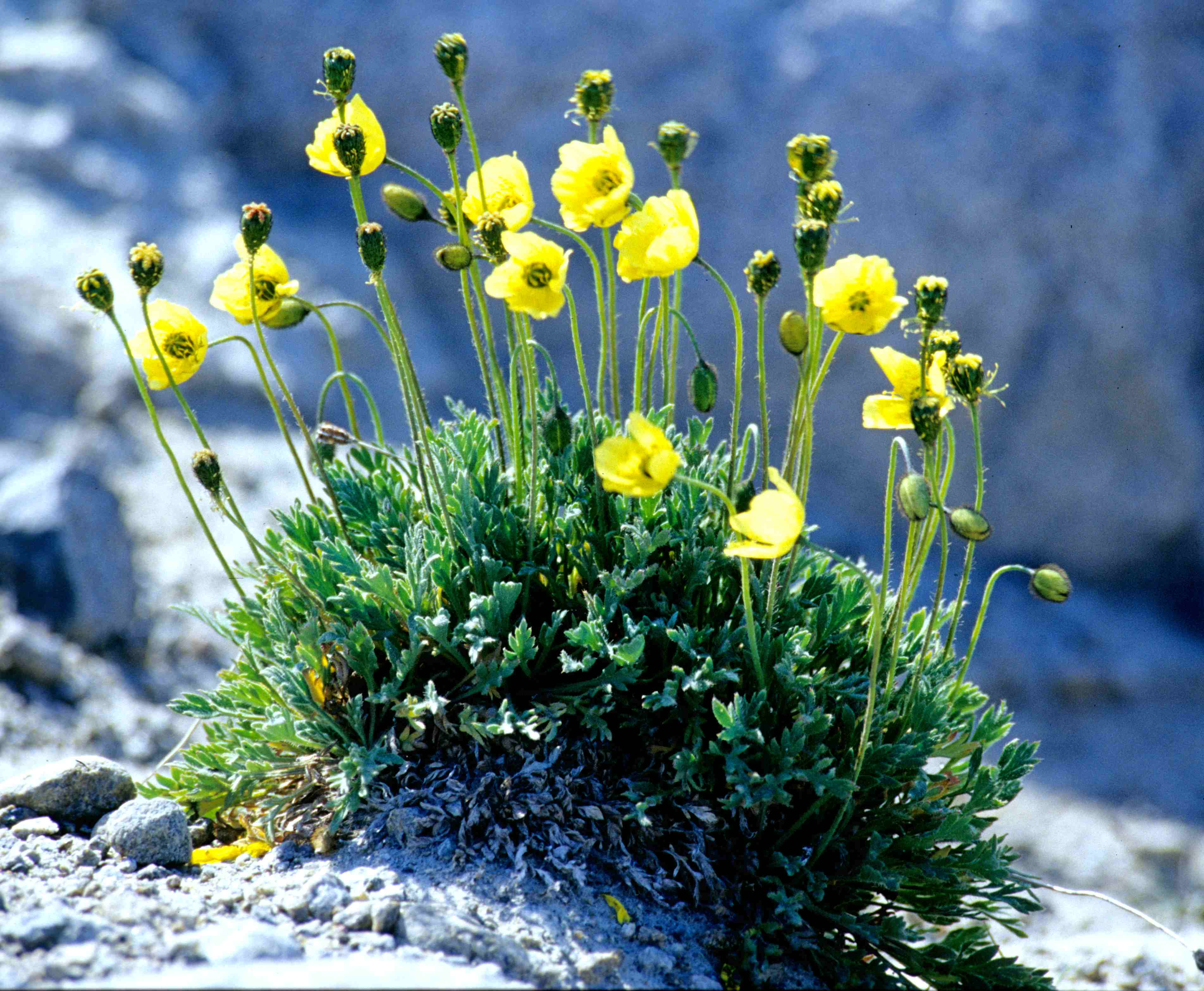
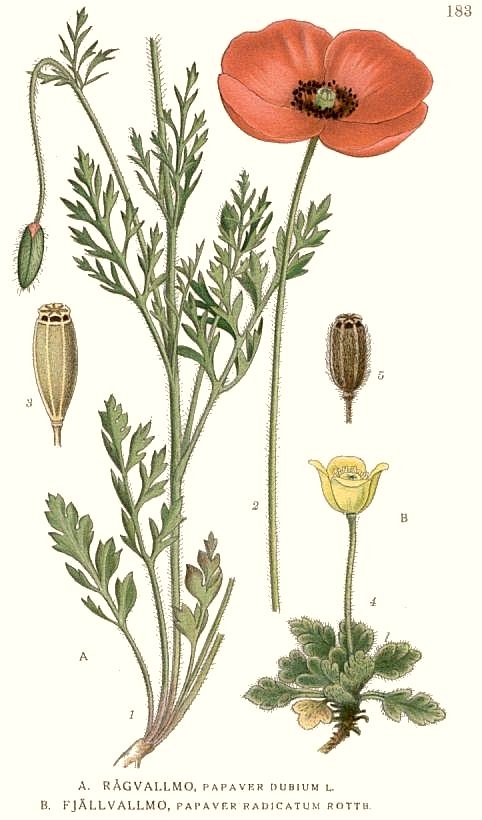
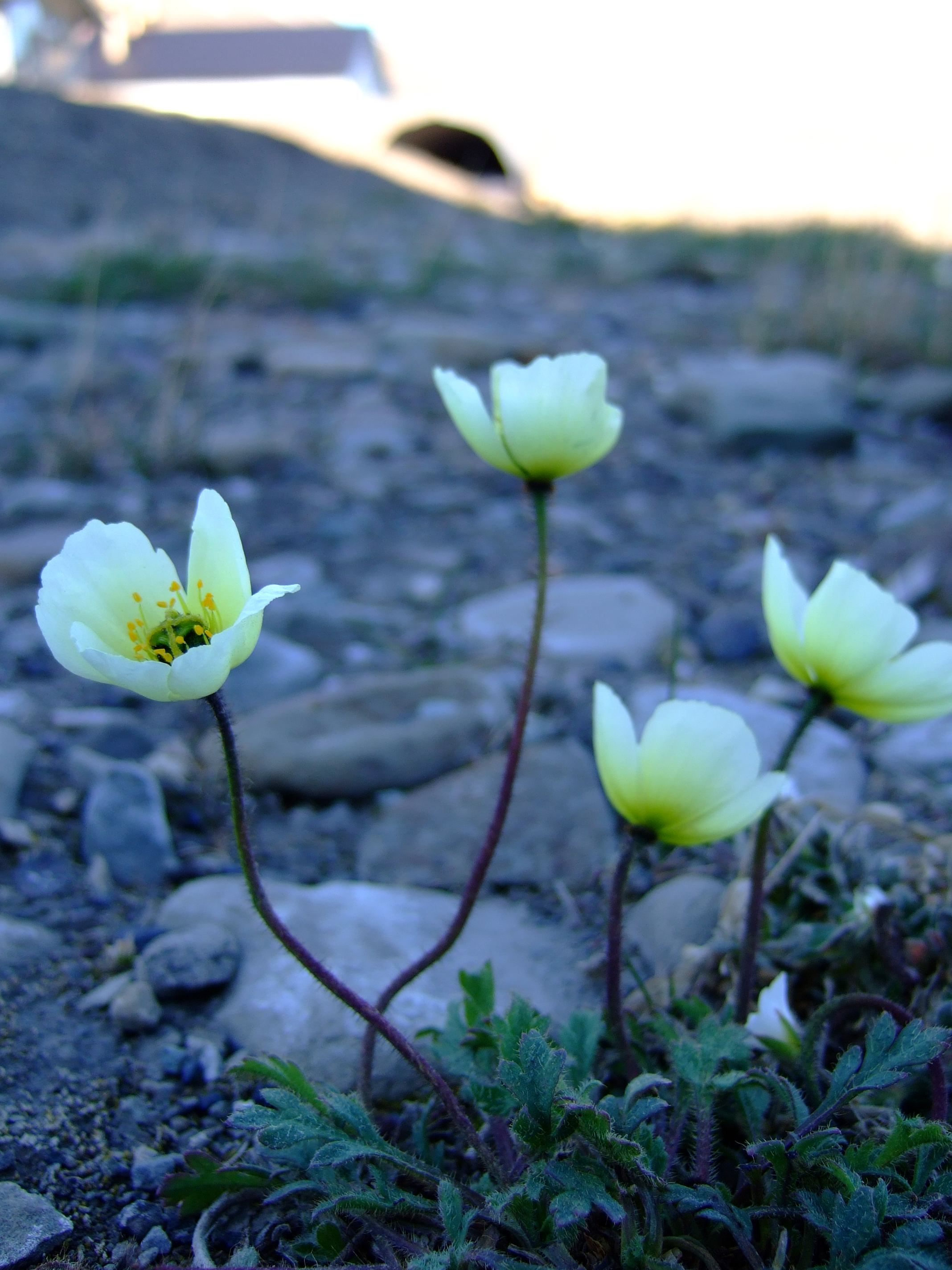